# Жуниньо Капишаба
Луис Антонио да Роша Жуниор, более известный как Жуни́ньо Капиша́ба (порт. Luis Antonio de Rosha Junior; Juninho Capixaba; род. 6 июля 1997, Кашуэйру-ди-Итапемирин, Эспириту-Санту) — бразильский футболист, левый защитник клуба «Ред Булл Брагантино».

## Клубная карьера
Родился 6 июля 1997 года в городе Кашуэйру-ди-Итапемирин, штат Эспириту-Санту, Бразилия. Является воспитанником академии бразильского клуба «Баия». В 2015 году сыграл два матча за команду «Баия» в Серии B, втором по силе дивизионе Бразилии. 6 августа 2017 года дебютировал в Серии А в матче против «Сан-Паулу», заменив Пабло Армеро на 58 минуте. 
В 2018 году Жуниньо покинул «Баию», сыграв в общей сложности 26 игр, в которых ни разу не отличился голом, и перешёл в «Коринтианс». В том же году на правах аренды перешёл в «Гремио», за который сыграл 16 матчей и забил 5 голов. В 2019 году «Гремио» выкупило игрока за 1,40 млн евро. 
В 2020 году «Баия» арендовала игрока на год. В 2021 году последовала аренда в «Форталезу». В 2023 году Жуниньо перешёл в «Ред Булл Брагантино» за 400 тыс. евро. Дебютировал за «Брагантино» 15 апреля в домашнем матче против своего бывшего клуба «Баия». Матч закончился со счётом 2:1. 8 мая отдал свой первый голевой пас за команду в игре против «Гремио» (3:3). 14 мая забил первый гол за «Брагантино» в матче против «Палмейраса» (1:1).

## Титулы и достижения
- Чемпион штата Сан-Паулу (1): 2018
- Чемпион штата Риу-Гранди-ду-Сул (1): 2019
- Обладатель Кубка Нордэсте (1): 2017 (не играл)